# Canon de 130 mm H/PJ-38
Le H/PJ-38 est un canon naval à double usage de calibre 130 mm utilisé par la marine chinoise. Ce canon naval a été introduit sur le destroyer Type 052D conçu en 2005. Les littératures anglaise et japonaise désignent cette arme sous le nom de H/PJ-38. Selon Lu Yi, un journaliste militaire taïwanais, la désignation officielle de cette arme est H/PJ-45.

## Conception
Le H/PJ-38 est conçu par l'Institut de recherche en génie mécanique et électrique de Zhengzhou (郑州机电工程研究所, également connu sous le nom de 713e Institut de recherche de la 7e académie) grâce à la rétro-ingénierie du jumeau soviétique du canon naval AK-130. Le H/PJ-38 est fabriqué par Inner Mongolia 2nd Machinery Manufacturing Factory (内蒙第二机械制造厂).
Chen Dingfeng (陈汀峰) est le concepteur général de cette arme. Dingfeng est également le concepteur général du canon naval Type 79 de 100 mm, du canon naval Type 210 de 100 mm et du canon naval H/PJ26 de 76 mm. Au départ, la marine chinoise n'était pas satisfaite et n'a pas laissé l'homologue AK-130 entrer en production, malgré le respect de tous les paramètres de performance. Considéré par la marine chinoise comme obsolète, l'AK-130 conduira à la création du programme H/PJ38 en 2005.